# چیمکند (شهرستان قره‌بوره)
چیمکند (به قرقیزی: Чымгент، چىمگەنت) یک روستا در قرقیزستان است که در شهرستان قره‌بوره واقع شده‌است. چیمکند ۷٬۲۴۳ نفر جمعیت دارد.